# Tokyo Verdy 2008
Questa voce raccoglie le informazioni riguardanti il Tokyo Verdy nelle competizioni ufficiali della stagione 2008.

## Stagione
Modificata la denominazione societaria in Tokyo Verdy a inizio stagione e affidata alla conduzione tecnica di Tetsuji Hashiratani, la squadra fu presto eliminata dalla Coppa Yamazaki Nabisco (dove ottenne un solo pareggio alla seconda giornata contro lo Shimizu S-Pulse) ma dimostrò di essere in grado di lottare per la salvezza fin quando, con due gare da giocare, la dirigenza pubblicò una lista di giocatori che al termine del campionato avrebbero dovuto lasciare la società. Tale avvenimento demotivò la squadra che, perdendo i due match restanti, cadde sino al penultimo posto valido per la retrocessione immediata. Al termine della stagione il Tokyo Verdy, minato da una crisi societaria sempre più grave e dalle proteste della tifoseria, uscì subito dalla Coppa dell'Imperatore per mano del Sanfrecce Hiroshima.

## Maglie e sponsor
Viene sottoscritto un contratto con il fornitore tecnico Kappa. Lo sponsor ufficiale è il portale web Ameba
| Manica sinistra · Maglietta · Manica destra · Pantaloncini · Calzettoni | Manica sinistra · Maglietta · Manica destra · Pantaloncini · Calzettoni |  |

## Rosa
| N. |                     | Ruolo | Calciatore         |
| -- | ------------------- | ----- | ------------------ |
| 1  | Giappone (bandiera) | P     | Yōichi Doi         |
| 2  | Giappone (bandiera) | D     | Kensuke Fukuda     |
| 3  | Giappone (bandiera) | D     | Shigenori Hagimura |
| 4  | Giappone (bandiera) | D     | Takumi Wada        |
| 5  | Giappone (bandiera) | D     | Daisuke Nasu       |
| 6  | Giappone (bandiera) | C     | Tomo Sugawara      |
| 7  | Brasile (bandiera)  | A     | Leandro            |
| 8  | Giappone (bandiera) | C     | Kōsei Shibasaki    |
| 9  | Brasile (bandiera)  | A     | Hulk               |
| 10 | Brasile (bandiera)  | C     | Diego              |
| 11 | Giappone (bandiera) | C     | Harutaka Ōno       |
| 13 | Giappone (bandiera) | A     | Taira Inoue        |
| 14 | Giappone (bandiera) | D     | Seitarō Tomisawa   |
| 16 | Giappone (bandiera) | A     | Kazunori Iio       |
| 17 | Giappone (bandiera) | D     | Yukio Tsuchiya     |
| 18 | Giappone (bandiera) | D     | Kojiro Kaimoto     |

| N. |                     | Ruolo | Calciatore         |
| -- | ------------------- | ----- | ------------------ |
| 19 | Giappone (bandiera) | A     | Yuzo Funakoshi     |
| 20 | Giappone (bandiera) | C     | Nozomi Hiroyama    |
| 21 | Giappone (bandiera) | P     | Yoshinari Takagi   |
| 22 | Giappone (bandiera) | C     | Toshihiro Hattori  |
| 23 | Giappone (bandiera) | C     | Takashi Fukunishi  |
| 24 | Giappone (bandiera) | C     | Tsuyoshi Yoshitake |
| 25 | Giappone (bandiera) | A     | Kazuki Hiramoto    |
| 26 | Giappone (bandiera) | P     | Takahiro Shibasaki |
| 27 | Giappone (bandiera) | D     | Masaki Iida        |
| 28 | Giappone (bandiera) | D     | Sho Asuke          |
| 29 | Giappone (bandiera) | D     | Sho Miyasaka       |
| 31 | Giappone (bandiera) | C     | Jumpei Shimmura    |
| 32 | Egitto (bandiera)   | A     | Osama Elsamni      |
| 33 | Giappone (bandiera) | C     | Hiroki Kawano      |
| 34 | Giappone (bandiera) | P     | Tomoyuki Suzuki    |

## Statistiche

### Statistiche di squadra
| Competizione          | Punti | Totale | Totale | Totale | Totale | Totale | Totale | DR  |
| Competizione          | Punti | G      | V      | N      | P      | Gf     | Gs     | DR  |
| --------------------- | ----- | ------ | ------ | ------ | ------ | ------ | ------ | --- |
| J. League Division 1  | 37    | 34     | 10     | 7      | 17     | 38     | 50     | -12 |
| Nabisco Cup           | -     | 6      | 0      | 1      | 5      | 2      | 17     | -15 |
| Coppa dell'Imperatore | -     | 1      | 0      | 0      | 1      | 0      | 1      | -1  |
| Totale                | -     | 41     | 10     | 8      | 23     | 40     | 68     | -28 |

### Statistiche dei giocatori
| Giocatore    | J. League Division 1 | J. League Division 1 |
| Giocatore    | Presenze             | Reti                 |
| ------------ | -------------------- | -------------------- |
| Diego        | 29                   | 11                   |
| Y. Doi       | 34                   | -                    |
| K. Fukuda    | 17                   | -                    |
| T. Fukunishi | 29                   | 3                    |
| Y. Funakoshi | 7                    | 1                    |
| S. Hagimura  | 5                    | -                    |
| T. Hattori   | 31                   | -                    |
| K. Hiramoto  | 23                   | 2                    |
| N. Hiroyama  | 16                   | -                    |
| Hulk         | 11                   | 7                    |
| H. Kawano    | 17                   | 2                    |
| M. Iida      | 2                    | -                    |
| K. Iio       | 26                   | 2                    |
| T. Inoue     | 3                    | -                    |
| Leandro      | 22                   | 2                    |
| D. Nasu      | 32                   | 1                    |
| Oguro        | 14                   | 2                    |
| H. Ono       | 15                   | -                    |
| K. Shibasaki | 21                   | 1                    |
| J. Shimmura  | 1                    | -                    |
| T. Sugawara  | 23                   | -                    |
| Y. Tsuchiya  | 33                   | 1                    |
| S. Tomisawa  | 25                   | 1                    |
| T. Wada      | 22                   | 1                    |